# Huhmarjärvi
Huhmarjärvi är en sjö i kommunen Vichtis i landskapet Nyland i Finland. Sjön ligger 47,1 meter över havet. Arean är 37 hektar och strandlinjen är 3,45 kilometer lång. Sjön  ingår i Sjundeå å huvudavrinningsområde.   Den ligger omkring 34 km väster om Helsingfors. 
Den ligger vid tätorten Huhmari.